# Shaggy e Scooby-Doo
Shaggy e Scooby-Doo (Shaggy & Scooby-Doo Get a Clue!) è una serie televisiva animata prodotta da Warner Bros. Animation e basata sui personaggi di Scooby-Doo.
La serie, decima dedicata al personaggio creato da Hanna e Barbera, racconta le avventure di Scooby-Doo e Shaggy e vede, per la prima volta, un restyling completo dei personaggi. Fu l'ultima serie prodotta da Joseph Barbera (cofondatore della Hanna-Barbera Production) che morì il 18 dicembre 2006.

## Trama
In questa serie Shaggy e Scooby-Doo, trasferiti in una magione ereditata dal ricco zio di Shaggy, Albert Shaggleford, dovranno salvare il mondo dal malvagio Dr. Phineas Phibes. Stavolta il duo sfrutterà degli speciali superpoteri ottenuti mangiando Scooby Snacks modificati tramite nanotecnologie.

## Personaggi
- Shaggy Rogers
- Scooby-Doo
- Dr. Phineas Phibes: antagonista principale
- Robi: il robot maggiordomo e assistente del duo

Raramente appaiono anche come supporto o come cameo anche Fred, Velma e Daphne.

## Doppiaggio
| Personaggio            | Doppiatore originale | Doppiatore italiano                                          |
| ---------------------- | -------------------- | ------------------------------------------------------------ |
| Shaggy Rogers          | Scott Menville       | Oreste Baldini                                               |
| Scooby-Doo             | Frank Welker         | Nanni Baldini                                                |
| Robi                   | Jim Meskimen         | Alberto Bognanni                                             |
| Dott. Phineus Phibes   | Jeff Bennett         | Massimo Milazzo                                              |
| Dott. Trebla           | Scott Menville       | Sergio Luzi                                                  |
| Agente Uno             | Jim Meskimen         | Federico Di Pofi (Stagione 1) Emiliano Reggente (Stagione 2) |
| Agente Due             | Jeff Bennett         | Andrea Lavagnino                                             |
| Agente Tre             | Frank Welker         | Emiliano Reggente                                            |
| Zio Albert Shaggleford | Casey Kasem          | Oreste Baldini                                               |
| Ricky                  | Jim Meskimen         | Gianluca Crisafi                                             |
| Mark                   | Jeff Bennett         | Stefano Billi                                                |
| Fred Jones             | Frank Welker         | Francesco Bulckaen                                           |
| Velma Dinkley          | Mindy Cohn           | Rachele Paolelli                                             |
| Daphne Blake           | Grey DeLisle         | Domitilla D'Amico                                            |